# Tarlovcysta
Tarlovcystor (även känt som rotskidescystor, meningeala cystor eller perineurala cystor) är cerebrospinalvätskefyllda (CSF) säckar som oftast är belägna i ryggraden i ryggmärgens sakrala region (S1–S5) men ibland även i nacke, bröstkorg eller ländrygg. De kan särskiljas från andra meningeala cystor genom sina nervfiberfyllda väggar. Cystorna bildas i rötterna på nerverna som växer ut ur ryggmärgen. Orsaken till dessa cystor ännu inte väl förstått. Några aktuella teorier som förklarar detta fenomen, men som ännu inte har testats eller utmanats, inkluderar ökat tryck i CSF, fyllning av medfödda cystor med envägsklaffar samt inflammation som svar på trauma och sjukdom. De är uppkallade efter den amerikanske neurokirurgen Isadore Tarlov, som beskrev dem 1938.
Tarlovcystor är relativt ovanliga jämfört med andra neurologiska cystor. Till en början trodde Isadore Tarlov att de var asymtomatiska, men när hans forskning fortskred, fann Tarlov att de var symtomatiska hos ett antal patienter. Trots det har den rådande uppfattningen varit att dessa cystor är asymtomatiska, förutom i extremt sällsynta fall. Under 2020-talet har denna syn dock börjat ändras, då fler studier utförts som visar på motsatsen. En metaanalys gjord 2021 tyder på en global prevalens på 4,27 %. Tarlovcystor är nästan dubbelt så vanligt hos kvinnor som män (kvinnor 7,01 % jämfört med män 4,05 %). Samma studie visade också att 15,59 % av cystorna är symptomatiska.
Cystorna upptäcks ofta som bifynd vid MRI- eller CT-skanningar för andra medicinska tillstånd. Cystor med en diameter på 1 cm eller större är mer benägna att vara symtomatiska; även om cystor av alla storlekar kan vara symtomatiska beroende på lokalisering och etiologi. Cirka 40 % av patienterna med symtomatiska Tarlovcystor kan koppla samman uppkomsten av symptom med trauma eller förlossning.
De flesta cystor upptäcks i åldrarna 30-60 år.

## Tecken och symptom

### Utseende
Väggarna på Tarlovcystor är tunna och fibrösa och brister lätt vid beröring, vilket gör operationer svåra. Nervfibrerna som är inbäddade i cystornas väggar ser ut som och är små som tandtråd; dessa nervfibrer är vanligtvis inte arrangerade i någon specifik ordning. Histologisk undersökning visar att Tarlovcystans yttervägg består av vaskulär bindväv och den inre väggen är kantad med tillplattad spindelvävshinna. Dessutom innehåller en del av hinnan som innehåller nervfibrer ibland också ganglieceller. Cystorna kan innehålla allt från ett par milliliter CSF till över 2,5 liter vätska.
Stora Tarlovcystor, också kallade gigantiska Tarlovcystor, är mycket sällsynta och benämns som detta när de uppnår en diameter på mer än 3 cm.

### Placering
Tarlovcystor är oftast lokaliserade i S1 till S4/S5-regionen av ryggradskanalen, men kan även hittas längs vilken region som helst av ryggraden. De bildas vanligtvis på de extradurala komponenterna i sacrococcygeala nervrötter vid korsningen mellan dorsala rotganglion och bakre nervrötter och uppstår mellan endoneurium och perineurium. Ibland observeras dessa cystor i ländryggen och bröstryggen. Emellertid uppstår dessa cystor oftast vid S2- eller S3-övergången av dorsalrotsganglier. Cystorna är ofta multipla, sträcker sig runt omkretsen av nerven, och kan förstoras med tiden för att komprimera närliggande nervrötter, och orsaka benerosion. Cystorna kan hittas framför vid sakralkotorna och kan även sträcka sig in i bukhålan. Cystor kan, även om de är sällsynta,  växa till över 3-4 centimeter i storlek, vilket ofta orsakar svår buksmärta från kompression på själva cystan samt angränsande nerver.

### Symptom
Om trycket i eller på cystorna ökar kan symtomen förvärras och orsaka nervskador. Att sitta, stå, gå och böja sig är vanligtvis smärtsamt, och ofta är den enda position som ger lättnad att lägga sig på sidan. Symtomen varierar mycket från patient till patient och kan blossa upp och sedan avta.  Något av följande kan förekomma hos patienter som har symtomatiska Tarlovcystor:
- Smärta i ländryggen
- Ischias (strålande eller brännande smärta i nedre delen av ryggen, skinkorna och nedför ett ben till foten)
- Urininkontinens (Förlust av kontroll över urinblåsan)
- Huvudvärk (På grund av förändringar i trycket i cerebrospinalvätskan)
- Förstoppning
- Sexuell dysfunktion som bl.a vaginism
- Viss förlust av känsla eller kontroll över rörelser i ben och/eller fötter
- Spasticitet (Svårigheter att gå, stå eller sitta längre stunder)
- Hyperestesi (Domningar, känselbortfall, "sockerdrickskänsla")
- Radikulopati (Nervrotkompression)
- Neurogen claudicatio (Aktivitets- eller positionsutlöst smärta t.ex. vid promenerande)
- Cauda equina
- Coccygodyni (Smärta i svanskotan)

Om cystorna inte behandlas kan nervrotskompression orsaka permanent skada på nervsystemet och det omgivande skelettet kan eroderas. Kvinnor löper mycket högre risk att utveckla dessa cystor än män. För vissa människor kan Tarlovcystor som orsakar långvariga (kroniska) symtom även leda till depression.
Neuropati har bevisats ha ett starkt samband med Tarlovcystor. Dr Mieke Hulens et al. ponerar att det höga trycket i CSF som orsakar cystorna, även skadar axoner i icke-expanderade nervrotsskidor och neuroner i dorsalrotsganglierna.
Tarlovcystor förstoras ofta med tiden, speciellt om cystan har en envägsklaff som öppning. Det pulserande flödet av CSF gör att cystan kan expandera men inte minska i storlek, och man tror att detta förklarar varför endast vissa Tarlovcystor är symtomatiska och förvärras med tiden. Tillväxten och trycket som det skapar på intilliggande nervfibrer resulterar i neurologiska symptom, men det kan också erodera det omgivande korsbenet och irritera benhinnan, vilket också kan leda till smärta. Patienter med symtomatiska Tarlovcystor nära korsbenet (men inte andra platser i ryggraden) kan delas in i fyra kategorier, beroende på deras upplevda symptom:
- Grupp 1 - Smärta på svanskotan som strålar ut till benen med potentiell svaghet;
- Grupp 2 - Smärta i ben, ben, ljumskområde, sexuella dysfunktioner och dysfunktionell urinblåsa;
- Grupp 3 - Smärta som strålar från cystastället över höfterna till nedre delen av buken;
- Grupp 4 - Ingen smärta, bara sexuell dysfunktion och dysfunktionell blåsa.

## Riskfaktorer
Kvinnor löper dubbelt så stor risk som män att utveckla Tarlovcystor. Det finns en samsjuklighet med genetiska bindvävssjukdomar som Marfans syndrom, Ehlers–Danlos syndrom, Sjögrens syndrom och Loeys-Dietz syndrom Många cystor tros ha sin uppkomst från skada eller trauma efter till exempel en trafikolycka, tunga lyft, fallskada etc. Ca 40 % av patienterna kan härleda början av symptomen från en 
förlossning eller epiduralbedövning

## Behandling
Aktuella behandlingsalternativ inkluderar tömning av CSF, fibrinlim, lumboperitoneal shunt (LP-shunt), laminektomi samt andra kirurgiska behandlingsmetoder. Interventionell behandling av Tarlovcystor är det enda sättet att permanent åtgärda symptomen på grund av att cystorna ofta fylls på efter tömning.
På grund av Tarlovcystors oklara patogenes och patofysiologi finns det ingen konsensus om den optimala behandlingen av symptomatiska sakrala perineurala cystor. Patienter söker oftast vård när utvecklingen av neurologiska symptom allvarligt påverkar deras livskvalitet. Eftersom cystorna är innerverade har mikroskopisk fenestrering och kirurgisk sleeving av cystorna för att minska mängden ackumulerad cerebrospinalvätska och minska kompressionen av ryggraden och spinalnerverna varit framgångsrika hos ett antal patienter. Riskerna för CSF-läckage är högre hos patienter som har bilaterala cystor på samma ryggradsnivå eller kluster av cystor längs flera ryggkotor, men omedelbar upptäckt av läckaget och reparation kan mildra den risken.